# Lago Cristallina
O Lago Cristallina é um lago localizado no cantão de Ticino, na Suíça. Tem uma superfície de 0,75 ha. 